# تيتو بولو
تيتو بولو (بالإسبانية: Tito Polo)‏ هو لاعب كرة قاعدة كولومبي، ولد في 23 أغسطس 1994 في جزيرة سان اندرس في نيكاراغوا.

## وصلات خارجية
- تيتو بولو على موقع دوري كرة القاعدة الرئيسي (الإنجليزية)
- تيتو بولو على موقعبيزبول رفرنس.كوم (الدوري الثانوي) (الإنجليزية)
- تيتو بولو على موقع إي إس بي إن.كوم (أم.أل.بي) (الإنجليزية)